# هورشاید
هورشاید (به آلمانی: Hörscheid) یک شهر در آلمان است که در فولکانایفل واقع شده‌است. هورشاید ۱۴۳ نفر جمعیت دارد.